# Flyin' High (album)
Pour les articles homonymes, voir Flying High.
Albums de Wink
Back to Front
(1995) Remixes
(1995)
Singles
Flyin' High est le 14e (et dernier) album original album du duo Wink, sorti en 1995.

## Présentation
L'album sort le 5 juillet 1995 au Japon sous le label Polystar, sept mois après le précédent album original du groupe, Voce.
Il n'atteint que la 68e place de l'Oricon, le plus faible résultat d'un album original du groupe, et ne reste classé que pendant deux semaines. En conséquence de cet échec, il restera le dernier album original de Wink qui se séparera en mars 1996, après un album de remix et une nouvelle compilation.
Quatre des chansons de l'album étaient déjà parues en singles : Watashitachi Rashii Rule (écrite par Yasushi Akimoto) et Kore ga Koi to Yobenakute mo sur le single de mars Watashitachi Rashii Rule, et Jive Into the Night ~Yaban na Yoru ni~ et Atteru sur le single de juin Jive Into the Night ~Yaban na Yoru ni~. Jive Into the Night  figure en deux versions sur l'album ; celle intitulée Hyper Euro Mix est la version originale du titre.
Après deux albums sans reprises, à nouveau trois titres de l'album sont des reprises de chansons occidentales adaptées en japonais : 
- Jive Into the Night ~Yaban na Yoru ni~ est une reprise de la chanson Jive Into The Night du groupe Green Olives sortie en single en 1988 ;
- Eien no Koibito ~Ain't Nobody~ est une reprise de la chanson Ain't Nobody du groupe Rufus (avec Chaka Khan) sortie en single en 1983 ;
- Kanashimi Yori mo Shitataka ni ~My Turn~ est une reprise de la chanson My Turn de la chanteuse Tasha sortie en single en 1989.

## Liste des titres
| 1.  | Heaven ga Matteteru (Heavenが待ってる)                                    | Chuck Wild / Chuck Wild / Satoshi Kadokura        |  |
| 2.  | Atteru (あってる)                                                         | Kanata Asamizu / Masahito Nakano / Gewda          |  |
| 3.  | Jive Into the Night ~Yaban na Yoru ni~ (HOUSE MIX) (...~野蛮な夜に~)      | S. Portaluri, D. Sion, F. Zafret / Arr.: Gewda    |  |
| 4.  | Eien no Koibito ~Ain't Nobody~ (永遠の恋人...)                            | David Wolinski / David Wolinski / Tanabe Keiji    |  |
| 5.  | Kanashimi Yori mo Shitataka ni ~My Turn~ (悲しみよりもしたたかに...)      | J.A.A. Leyers, W. Pensaert / Teddy & Melvin       |  |
| 6.  | Watashi no Natsu ga Hajimaru (私の夏が始まる)                             | Rui Serizawa / Masaya Ozeki / Otohiko Tahara      |  |
| 7.  | Umi ni Kagayaite (海に輝いて)                                             | Shoko Aida / Shoko Aida / Taku Iwasaki            |  |
| 8.  | Koi no Jyunan ni Youkoso (恋の受難にようこそ)                             | Neko Oikawa / Masaya Ozeki / Motoki Funayama      |  |
| 9.  | Kore ga Koi to Yobenakute mo (これが恋と呼べなくても)                     | Rui Serizawa / Melo Osny / Satoshi Kadokura       |  |
| 10. | Watashitachi Rashii Rule (私たちらしいルール)                             | Y. Akimoto / Machimichi Sugi / Satoshi Kadokura   |  |
| 11. | Jive Into the Night ~Yaban na Yoru ni~ (.HYPER EURO MIX) (..~野蛮な夜に~) | Sergio Portaluri, David Sion, Fulvio Zafret / MST |  |

Notes
1. ↑  paroles japonaises de Rui Serizawa
2. 1 2 3 4  paroles japonaises de Neko Oikawa